# Montbartier
Montbartier is een gemeente in het Franse departement Tarn-et-Garonne (regio Occitanie) en telt 811 inwoners (1999). De plaats maakt deel uit van het arrondissement Montauban.

## Geografie
De oppervlakte van Montbartier bedraagt 15,1 km², de bevolkingsdichtheid is 53,7 inwoners per km².

## Verkeer en vervoer
In de gemeente ligt spoorwegstation Montbartier.
De onderstaande kaart toont de ligging van Montbartier met de belangrijkste infrastructuur en aangrenzende gemeenten.

## Demografie
Onderstaande figuur toont het verloop van het inwonertal (bron: INSEE-tellingen).